# Seatons
Seatons  (también Seaton's)es una localidad de Antigua y Barbuda, en la parroquia de Saint Philip.
Se ubica a una altitud de 40 m sobre el nivel del mar, al este de la isla Antigua.
Según estimación 2010 contaba con una población de 437 habitantes.